# Oberonia recurva
Oberonia recurva är en orkidéart som beskrevs av John Lindley. Oberonia recurva ingår i släktet Oberonia och familjen orkidéer. Inga underarter finns listade i Catalogue of Life.